# Târgu Secuiesc
Târgu Secuiesc là một thị xã thuộc hạt Covasna, România. Dân số thời điểm năm 2002 là 20465 người.